# 슈마커
슈마커(Shoe_Marker)는 1999년에 설립한 대한민국 최대 슈즈 멀티 스토어이다. 2000년 명동 1호점을 개장하였고, 현재 대한민국 내에 200개의 매장이 있다.

## 연혁
- 1999년 9월 30일 (주)TAF코리아 설립
- 2000년 The Athletes Foot 명동 1호점 (TAF)오픈
- 2007년 미국 Deckers 社 와 TEVA, Simple 신규 브랜드 독점공급 계약 및 국내 도매 사업권 진출
- 2009년 (주) 슈마커 Shoemarker로 법인명 변경
- 2013년 슈마커 매장 200호점 돌파 (국내 최대 슈즈 멀티샵)
- 2016년 안영환 대표이사 취임